# Михайловка (Давлекановский район)
Михайловка (баш. Михайловка) — хутор в Давлекановском районе Республики Башкортостан Российской Федерации. Входит в состав Поляковского сельсовета.

## География

### Географическое положение
Расстояние до:
- районного центра (Давлеканово): 14 км,
- центра сельсовета (Поляковка): 8 км,
- ближайшей ж/д станции (Давлеканово): 14 км.

## История
Поселение появилось при строительстве железной дороги. В селении жили семьи тех, кто обслуживал инфраструктуру железной дороги.
Статус хутор поселение приобрело в 2005 году. Согласно Закону Республики Башкортостан от 20 июля 2005 года N 211-з «О внесении изменений в административно-территориальное устройство Республики Башкортостан в связи с образованием, объединением, упразднением и изменением статуса населенных пунктов, переносом административных центров», ст.1, поселение входило в состав Михайловского сельсовета:

 9. Отнести следующие поселения к категории сельских населенных пунктов, установив тип поселения — хутор:
в Давлекановском районе:

а) поселение железнодорожная будка 1533 км Михайловского сельсовета;

б) поселение железнодорожная будка 1536 км Михайловского сельсовета;

в) поселение железнодорожная будка 1539 км Михайловского сельсовета. 
До 10 сентября 2007 года назывался хутором железнодорожная будка 1536 км. Переименование прошло согласно Постановлению Правительства РФ от 10 сентября 2007 г. N 572 «О присвоении наименований географическим объектам и переименовании географических объектов в Республике Адыгея, Республике Башкортостан, Ленинградской, Смоленской И Челябинской областях»

 переименовать в Республике Башкортостан:

…в Давлекановском районе — хутор железнодорожная будка 1533 км в хутор Бишкаин, хутор железнодорожная будка 1536 км в хутор Михайловка, хутор железнодорожная будка 1539 км в хутор Туксанбай 

## Население
| 2002 | 2009 | 2010 |
| ---- | ---- | ---- |
| 28   | ↘23  | ↘22  |